# Décembre 1827
Cette page présente les faits marquants du mois de décembre 1827.

## Naissances
- 15 décembre : Joseph Halévy (mort en 1917), orientaliste français.
- 16 décembre : Jean Abraham Chrétien Oudemans (mort en 1906), astronome néerlandais.
- 18 décembre : Konstantin Pobedonostsev, homme politique russe († 23 mars 1907).
- 26 décembre : Étienne Léopold Trouvelot (mort en 1895), astronome, artiste et entomologiste amateur français.
- 29 décembre : Eugène Castelnau, peintre français († 2 novembre 1894).

## Décès
- 13 décembre : Fabrizio Dionigi Ruffo, cardinal italien de la curie romaine (° 16 septembre 1744).
- 23 décembre : Robert Woodhouse (né en 1773), mathématicien britannique.